# ホープ軒本舗
ホープ軒本舗（ホープけんほんぽ）は、東京都武蔵野市の吉祥寺で豚骨醤油ラーメンを提供しているラーメン店である。戦前の1935年（昭和10年）、難波二三夫により創業。背脂豚骨醤油ラーメン、東京の背脂チャッチャ系ラーメンの始祖であり、東京豚骨醤油ラーメンの先駆けである。
店舗の所在地は武蔵野市吉祥寺本町1-14-12であるが、企業としての株式会社ホープ軒本舗の本社所在地は、三鷹市上連雀である。

## 沿革
- 1935年（昭和10年）、難波二三夫（当時19〜20歳）が東京錦糸堀（現在の錦糸町）で「貧乏軒」という名前で屋台を出したのが始まり。

学生でもないのに学生服をまとい苦学生（呼名は「貧ちゃん」）を演出しての営業を行っていたが、この狙いが当たり、屋台は大繁盛した。
難波二三夫は、ラーメン店以外もリヤカーを引いて雑貨売りをしたり、三池炭鉱にも出稼ぎにも行ったりしたという。そして、かつて河岸（魚市場）があった日本橋から移設されたばかりの築地でカルコ（卸した魚を荷に積む手伝い）をして働いていた時、召集令状がかかる。
- 戦後直後の1948年（昭和23年）、阿佐ヶ谷で「成華公司」というラーメン店を開業[3]。

食材は闇市に行かなければ手に入らない物が多く、闇市を仕切るのは中国人であったことから、中国人になりすまして（呼名は「葉さん」）バラックでラーメン店を開いていた。
- その後、日本的な名前を付けられるようになり[7]、「特一番」というお店を少しやっていたが、勤めていた人間が名称を勝手に登記してしまい、屋号の変更を余儀なくされる[3]。
- 難波二三夫はいち早く野球ブームの兆しを感じて、戦地から引き上げてきたプロ野球の鉄人川上哲治らの活躍にあやかり屋号を「ホームラン軒」と改称する（当時知り合いであった文部大臣が命名）。場所は、吉祥寺駅北口ロータリーの三角地帯のコバルト商店街（ハモニカ横丁では営業をしていない[3]。）。三鷹・吉祥寺・高円寺・神田・渋谷・高田馬場（ビッグボックスの近く）[7]などに次々に支店をオープンさせる[注釈 3]。全盛期には34軒あった[7]。

ラーメン一杯が35円。ラーメンだけで商売をする店はまだほとんど無い時代だった。新鮮な食材をふんだんに使ったホームラン軒の味は評判を呼び、どの店にも長蛇の列が出来るようになった。さらに、難波二三夫は、初めてラーメン屋にカウンターを取り入れた。
- 1954年、株式会社ホープ軒本舗として法人化[1]。
- ホームラン軒が区画整理（1965年）[7]、戦後復興の拡張計画などで立ち退きすることになったのを契機に心機一転、また屋台を出すこととなる[注釈 5]。

屋台は「ホープ軒」と名付けられた。この名称は、当時、難波二三夫の魅力に絆され目をかけていた役人が「いつも希望を持ちなさい。」との思いから名付けられたのが由来。
ホープ軒本舗では自ら屋台を引くかたわら、貸し屋台業も始めた。商売は成功し、貸し屋台は103に増えた。後にその103の屋台の中から、土佐っ子ラーメンや千駄ヶ谷ホープ軒を輩出した。
- 1978年（昭和53年）から「ホープ軒本舗」として吉祥寺に戻る[7]。路地裏で現在も営業している[3]。

## 屋号
- ホープ軒本舗系としては、村山店（村山ホープ軒本店、壁勝義が1975年（昭和50年）に創業）[注釈 7]・阿佐ヶ谷店（阿佐谷ホープ軒）[9]・大塚店（ホープ軒本舗大塚店）[10]などが独立している。なお、ホープ軒本舗の公式サイト上に本店である吉祥寺店の他に明記があるのは、このうち大塚店のみである。

難波二三夫の子息には、難波公一のほかに長女と次女がおり、それぞれがラーメン店を営む。いずれの店も「ホープ軒」を店名に冠し、父譲りの豚骨醤油ラーメンを提供している。中でも長女の村山ホープ軒は、におい立つほど豚骨の風味が強い。それは長女の夫が作る上での好みが反映されている模様。味などは各店の裁量に任されているため、確かに長女のお店は麺が太く、次女の阿佐ヶ谷店はかなりライトなスープと、店の個性が出ている。血族以外にも、ホープ軒本舗の系統となる店は東京を中心にかなり広がりを見せている。
- 称号が似ている希望軒（2007年創業、大阪市）[11]、野方ホープ[12]（1988年創業、中野区）などは別会社である。千駄ヶ谷ホープ軒は、ホープ軒本舗が貸し屋台業を行っていた際、屋台を借りていたお店の一つ[6]。

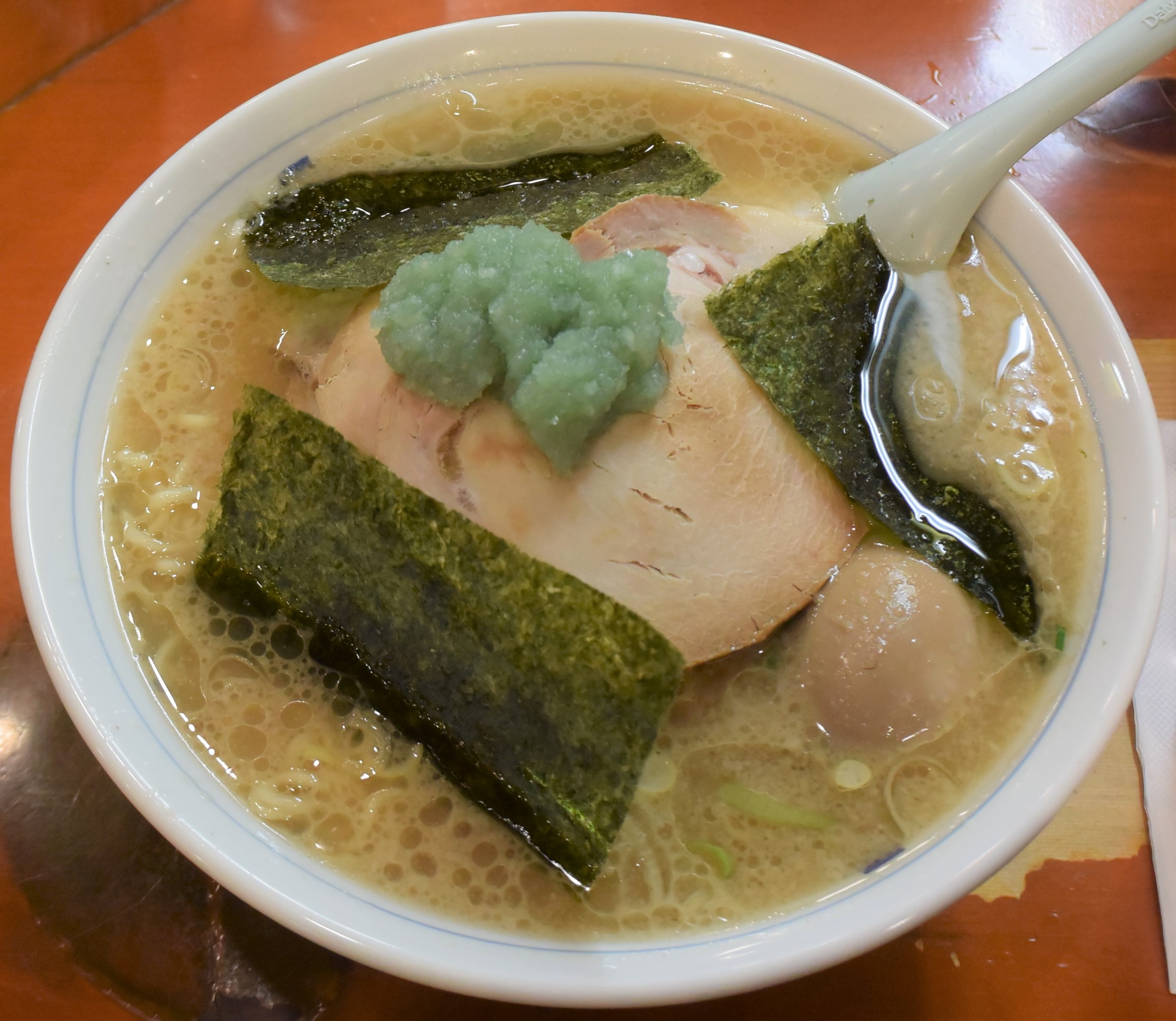
チャーシュー麺・味付け玉子・ニンニク （ホープ軒本舗吉祥寺店）
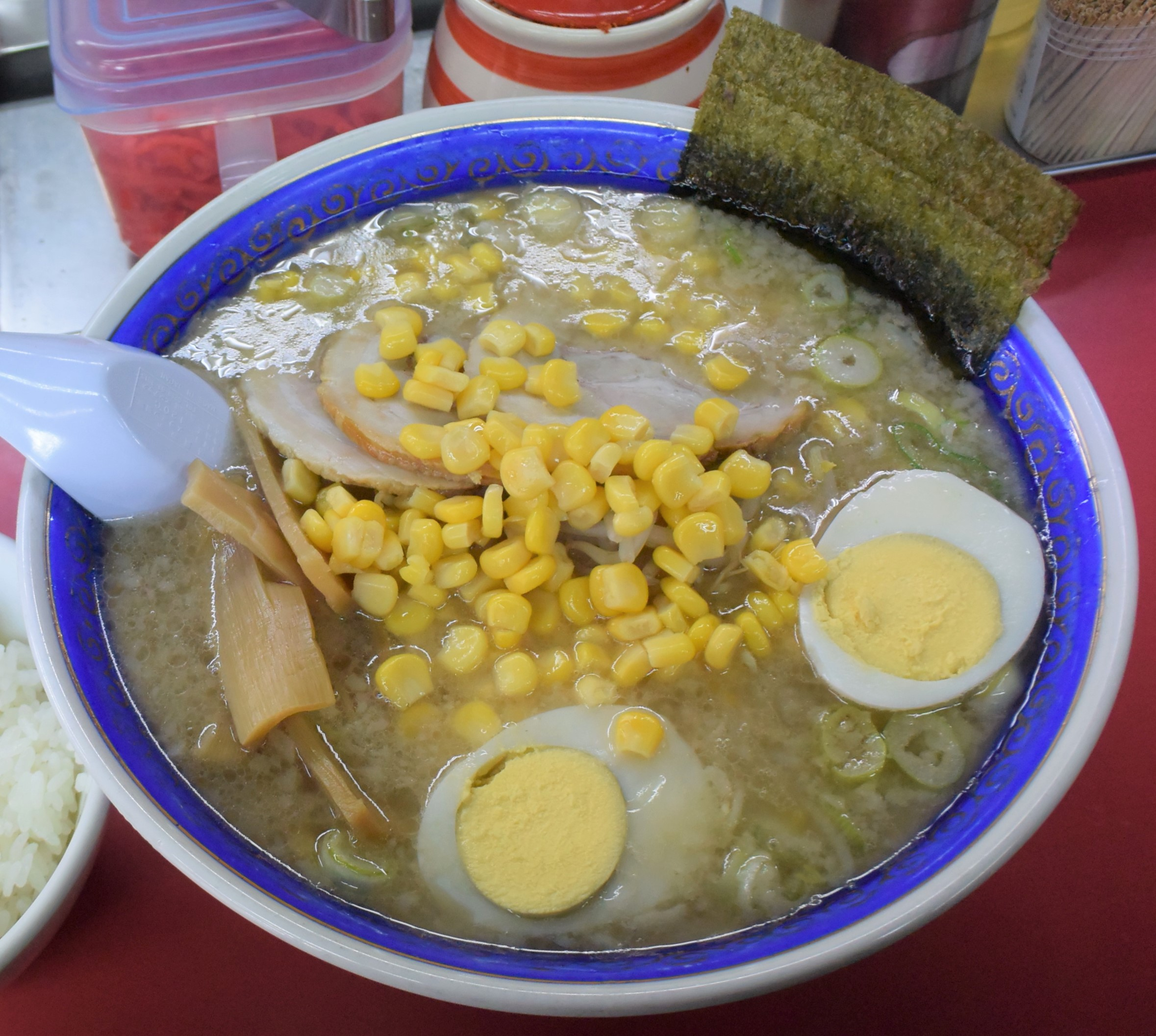
スペシャルラーメン （村山ホープ軒）
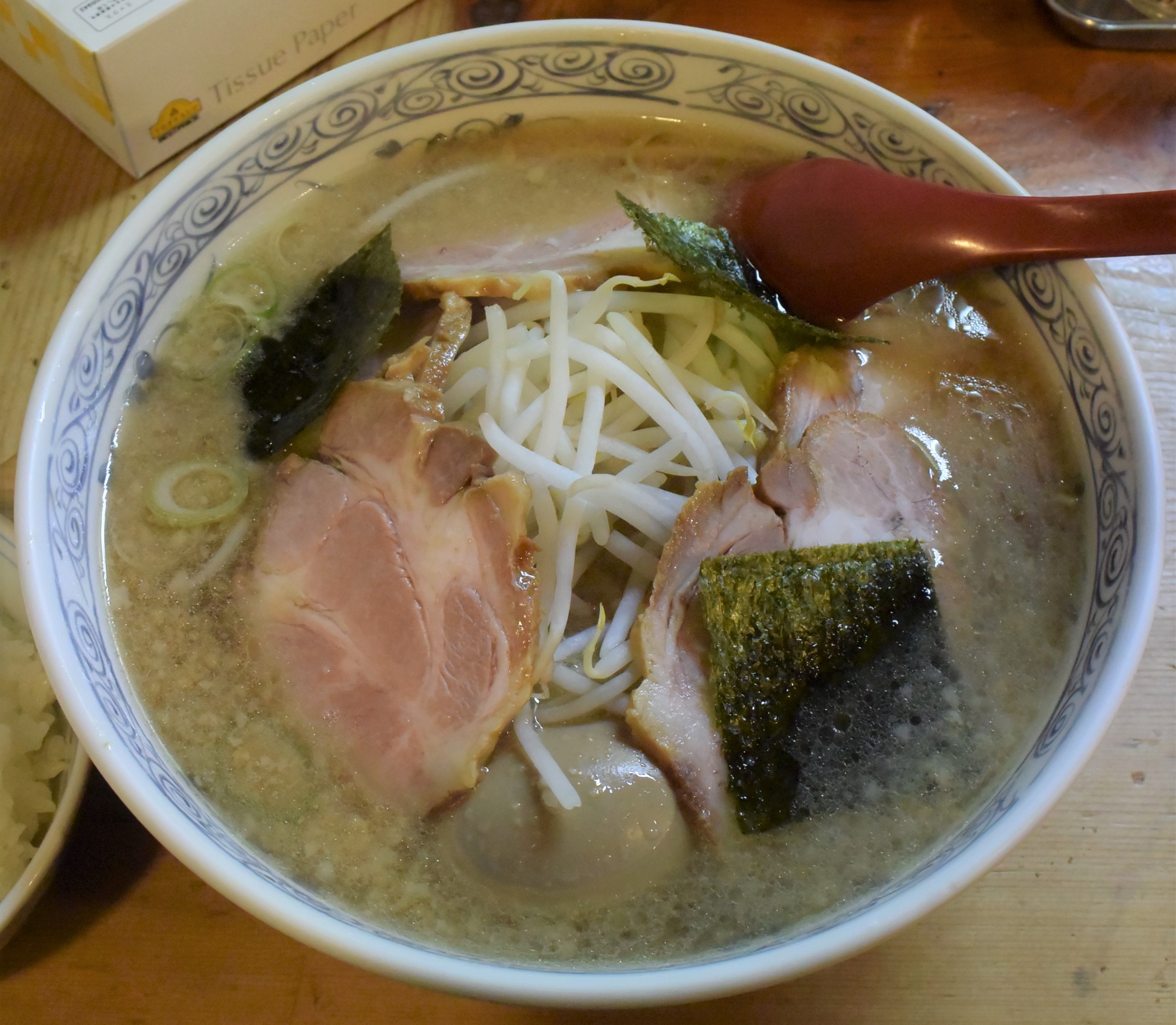
チャーシューメン・玉子味付 （阿佐谷ホープ軒）

## 商標

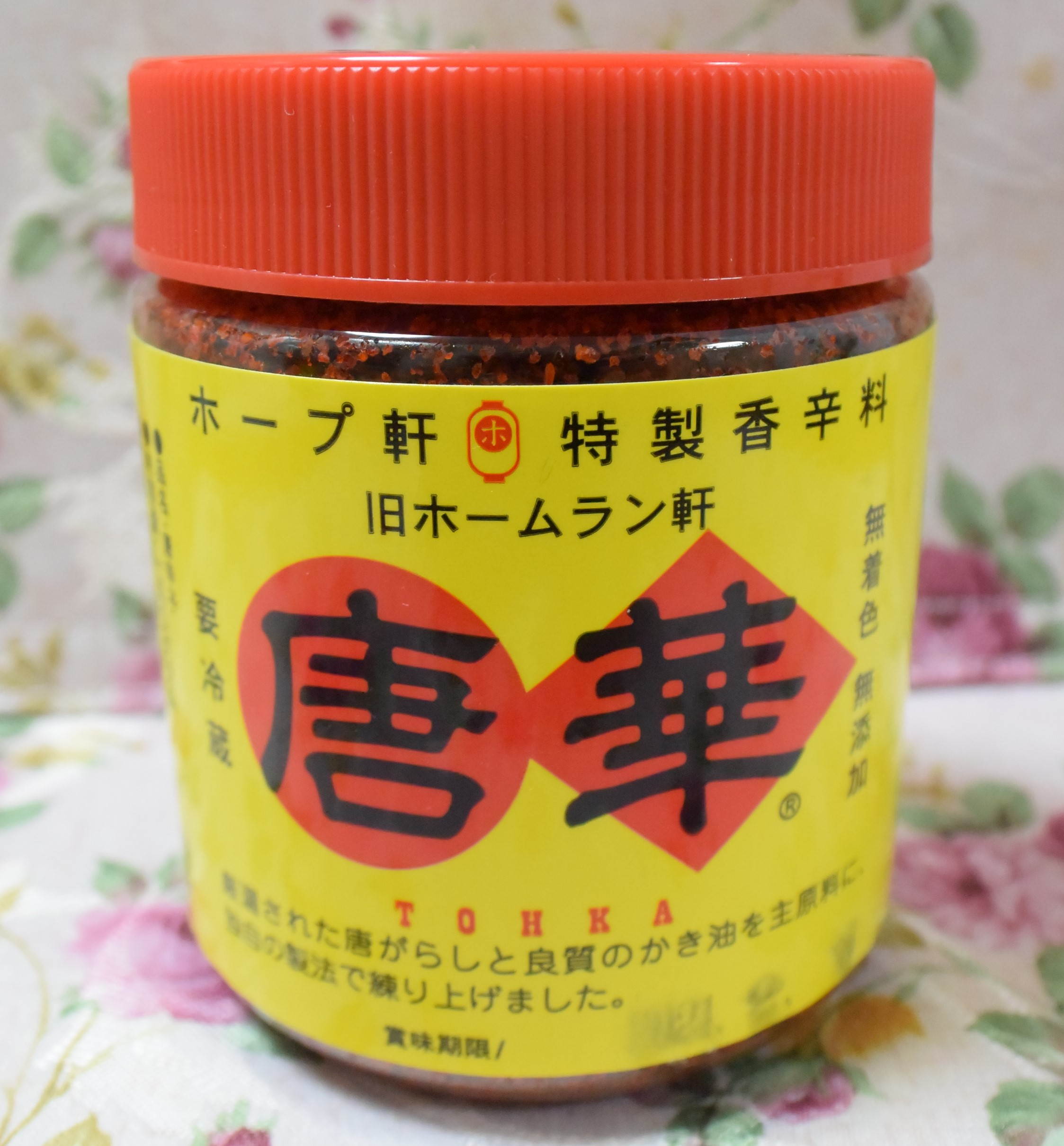
㈱ホープ軒本舗[13]、唐華（とうか）[14]、ニューホープ軒[15]、ホームラン軒[16]、路地裏のラーメン屋[17]などは、商標登録されている。

## 特徴
- スープ

豚骨、表面にたっぷりと浮かぶ背脂、そしてたっぷりの野菜（玉ネギ、ジャガイモ、ニンジンなどの香味野菜）を長時間煮込んだもの。じっくり丹念に炊いた豚骨や野菜から抽出されるスープは、濃厚ながらも口当たりはほんのり甘く、まろやか。旨みたっぷりで自家製縮れ麺によく絡む。脂分・塩分のバランスも、高刺激な昨今の潮流とは一線を画す味わいである。昭和の屋台の頃の味と一緒であり、白濁した豚骨である。
- 麺

自家製麺。防腐剤不使用。素材の風味を活かした、スープによく絡む縮麺。今も昔も、中華麺は角切・番手24番の細麺（1.25mmとかなり「細い」）を使用。最初はストレート麺でのスタートだったが、1965年頃から、よりスープの絡むウェーブ麺に改良し、現在の形になる。素材には防腐剤などを使わないので、生麺ならではの小麦粉本来の香りや食感である。
- 具材

海苔・チャーシュー・モヤシ・ネギ。
チャーシューは、脂の少ない肩ロースを使い、さっぱりとした口当たりに仕上げられ、スープに溶け込んだ背脂との相性が良い。味が染み込みやすいよう薄くスライスした大判サイズである（チャーシューメンには5枚乗る。）。
- メニュー

中華そばとチャーシュー麺の2種類のみ。
- トッピング

味付け玉子・ゆで玉子・生玉子・ニンニク・もやし増量・のり増量・ねぎ・メンマ。
- 唐華

中華そばに加えると辛さだけでなくうまみやコクが増す特製スパイス。1970年頃、タイの留学生が、唐辛子とグラニュー糖をラーメンに入れて食べているのを見て試してみたのが唐華発想の始まり。グラニュー糖を抜くと辛さはあれどコクが無く、様々な材料を試す中で、牡蠣油（オイスターソース）を入れたところ、コクもあり辛味もまろやかに。その後、防腐剤不使用で安心な製品として完成した。提供は店舗卓上だけだったが、1984年から店頭販売している。
- ホープ軒本舗・唐華